# شاطئ فلفلة سكيكدة

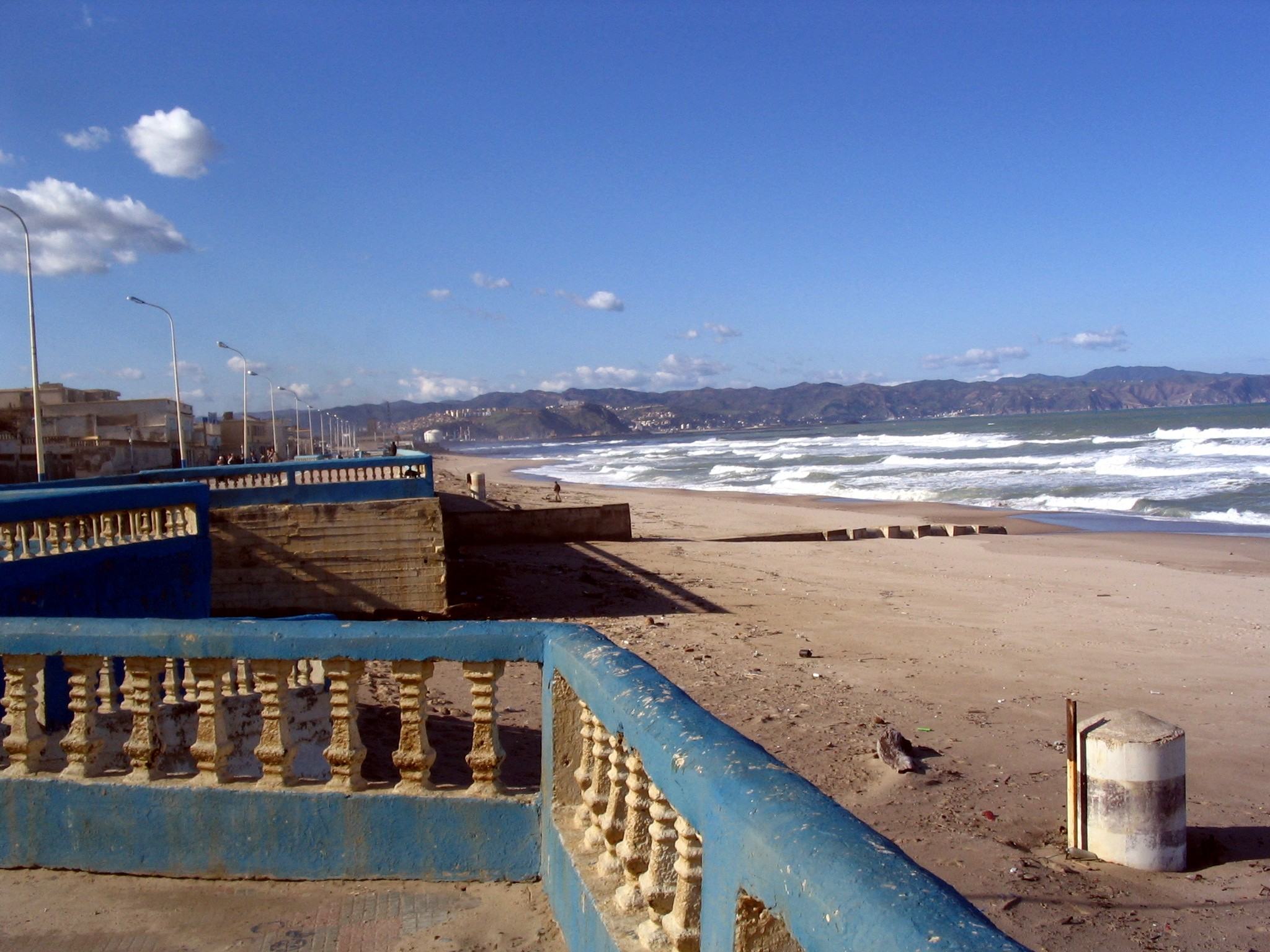
بن مهيدي

يقع شاطئ فلفلة شرق مدينة سكيكدة ولاية سكيكدة، ويُعد أكبر شاطئ في الجزائر حيث يمتد من حي بن مهيدي حتى إلى فلفلة حوالي 10 كلم طولا بدون انقطاع، وبه 11 من مراكز الحماية المدنية الجزائرية. يتميز بنقاء رماله الخفيفة وصفاء مياه البحر. توجد به العديد من الفنادق. تكون درجة الحرارة فيه في الصيف مرتفعة جدا حيث لا يمكن السير حافيا على رماله. يقصده الناس من كل ولايات الشرقمثل قسنطينة.
كان في سنوات الثمانيات يمتلئ بالسواح من إطاليا وفرنسا، وفيه الجاذبية تحت الماء قوية جدا حين يكون مضطربا حيث الوفيات بسبب الغرق تحدث فيه سنويا.